# Dąbrowa Wrzawska
Dąbrowa Wrzawska – część wsi Wrzawy w Polsce, położona w województwie podkarpackim, w powiecie tarnobrzeskim, w gminie Gorzyce.
Dawniej samodzielna miejscowość i gmina jednostkowa (z Białkowicami), licząca 213 mieszkańców w połowie XIX wieku